# Aleksandra
Aleksandra je žensko osebno ime.

## Izvor imena
Ime Aleksandra je ženska oblika imena Aleksander.

## Različice imena
- ženske različice imena: Aleksandrija, Aleksandrina, Aleksa, Alekseja, Aleksija, Aleksina, Aleša, Aleška, Alexsandra, Alexia, Alja, Aljoša, Sanda, Sandra, Sanela, Sanja, Saša, Saška, Sendi
- moška različica imena: Aleksander

## Tujejezikovne oblike imena
- pri Čehih, Dancih, Nemcih: Alexandra
- pri Angležih, Italijanih: Alessandra
- pri Nizozemcih: Alexia
- pri Norvežanih, Poljakih: Aleksandra
- pri Rusih: Александра

## Pogostost imena
Po podatkih Statističnega urada Republike Slovenije je bilo na dan 31. decembra 2007 v Sloveniji število ženskih oseb z imenom Aleksandra: 4.065. Med vsemi ženskimi imeni pa je ime Aleksandra po pogostosti uporabe uvrščeno na 67. mesto.

## Osebni praznik
V koledarju je ime Aleksandra uvrščeno k Imenu Aleksander.

## Znane nosilke imena
- Aleksandra Alavanja Drucker, rusko slovenska pianistka
- Aleksandra Bizjak Končar, slovenska jezikoslovka in literarna zgodovinarka
- Aleksandra Derganc, slovenska jezikoslovka
- Aleksandra Fjodorovna, zadnja ruska carica soproga carja Nikolaja II. (1872—1918)
- Aleksandra Kanjuo Mrčela slovenska znanstvenica in profesorica
- Aleksandra Kocmut, slovenska književnica
- Aleksandra Kornhauser Frazer, slovenska kemičarka in pedagoginja
- Aleksandra Kostenjuk, ruska šahistka
- Aleksandra Marinina, ruska pisateljica
- Aleksandra Pinterič, slovenska pisateljica in učiteljica